# Río Negro (rzeka w Argentynie)
Río Negro – rzeka w Argentynie, w prowincji Río Negro. Długość 650 km, powierzchnia dorzecza 146 000 km².
Río Negro powstaje z połączenia rzek Neuquén z Limay, a uchodzi ona do Oceanu Atlantyckiego.
W środkowym biegu rzeka Río Negro rozwidla się, tworząc liczne wyspy. Rzeka ta jest wykorzystywana do nawadniania pól uprawnych. Jest ona również żeglowna na odcinku ok. 400 km.